# Phemeranthus calcaricus
Phemeranthus calcaricus är en källörtsväxtart som först beskrevs av S. Ware, och fick sitt nu gällande namn av Kiger. Phemeranthus calcaricus ingår i släktet Phemeranthus och familjen källörtsväxter. Inga underarter finns listade i Catalogue of Life.